# Cikla
Cikla (lat. Beta vulgaris subsp. vulgaris var. conditiva) povrće je zadebljanog korijena crvene boje koje se koristi u kulinarstvu i prehrani. Njezino bogatstvo mineralima, ugljikohidratima, mastima i bjelančevinama čini je zdravom i čestom prehrambenom namirnicomn. Također, sadrži i male količine kobalta koji je sastavni dio vitamina B12. Pozitivno djeluje kod slabokrvnih osoba i djece.
Cikla se priprema i konzumira lako, a najčešće se kuha ili kiseli. Jede se i sirova. 
Prema obliku može biti okrugla i cilindrična. 